# 주니오르 메시아스
와우테르 메시아스 주니오르(포르투갈어: Walter Messias Júnior, 1991년 5월 13일 ~ )는 브라질의 축구 선수이다. 그의 포지션은 공격형 미드필더 또는 공격수로, 현재 이탈리아 세리에 A의 제노아에서 활약하고 있다.

## 클럽 경력

### 초기 경력
메시아스는 프로가 아닌 이탈리아 하위 리그에서 성인 무대 경력을 시작했는데, 전 토리노 선수이자 감독인 에지오 로시의 눈에 띄어 2015년 카살레에 합류하게 되었다.
2017-18 시즌 종료 후, 그의 팀 고차노는 세리에 C로 승격되었다. 그는 2018년 9월 23일, 쿠네오와의 세리에 C 경기에서 선발로 출전해 풀타임을 소화하며 프로 데뷔전을 치렀다. 그는 2018년 9월 26일, 피아첸차와의 경기에서 프로 무대 첫 골을 기록했다.

### 크로토네
2019년 1월 31일, 세리에 B의 크로토네가 그의 권리를 사들였고, 크로토네는 2018-19 시즌이 끝날 때까지 그를 다시 고차노로 임대했다. 그는 프로 무대 첫 시즌에 33경기 (32경기 선발)에 출전해 4골을 기록하며 마쳤다. 2019년 8월 24일, 메시아스는 코센차와의 경기에서 선발로 출전해 풀타임을 소화하며 세리에 B 데뷔전을 치뤘다. 시즌 6골을 기록한 그는 크로토네가 이탈리아 1부 리그 (클럽 역사상 두 번째)로 승격하는 데 중요한 역할을 했으며, 다가오는 세리에 A 2020-21 시즌 선수 명단에 포함되었다.
그는 2020년 10월 25일, 칼리아리와의 경기에서 세리에 A 첫 골을 기록했고, 12월에는 스페치아와 파르마와의 경기에서 2골을 기록했다.

### 밀란
2021년, 메시아스는 완전 영입 옵션과 함께 밀란으로 1년 임대되었다. 그는 2021년 10월 4일, 3-2로 이긴 아탈란타와의 경기에서 교체 투입되어 밀란 소속으로 데뷔전을 치렀다. 그는 UEFA 챔피언스리그 데뷔전에서 밀란에서의 첫 골을 기록했는데, 그는 1-0으로 이긴 아틀레티코 마드리드와의 조별 리그 경기에서 결승골을 기록했다. 메시아스는 자신의 헤딩슛을 "[자신의] 커리어에서 가장 중요한 순간"이라고 묘사했다. 2021년 12월 1일, 그는 3-0으로 이긴 제노아와의 원정 경기에서 리그 첫 선발로 출전해 2골을 기록했다.
2022년 1월 6일, 그는 로마와의 경기에서 팀의 두 번째 골을 넣어 3-1 승리에 기여했다.
1월 17일, 스페치아와의 경기에서 메시아스는 막판에 골을 넣었으나, 잠재적으로 승부를 결정지을 수 있었던 골이 팀 동료인 안테 레비치의 직전에 있던 논란의 여지가 있는 파울로 인해 심판에 의해 인정되지 않았고, 스페치아가 두 번째 골을 넣고 2-1로 승리하자 심판은 이 사건에 대해 밀란 선수들에게 사과했다. 2월 19일, 그는 2-2로 비긴 살레르니타나와의 경기에서 선제골을 넣었다. 4월 15일, 그는 제노아와의 경기에서 또다시 골을 넣어 2-0 승리에 기여했다.
5월 15일, 그는 2-0으로 이긴 아탈란타와의 경기에서 레앙의 선제골을 도왔고, 1주일 후, 밀란은 11년 만에 스쿠데토 타이틀을 거머쥐었다. 이 시즌에 메시아스는 26경기에 출전해 5골 2도움을 기록하며 마쳤다.
7월 7일, 밀란은 이미 완전 영입 옵션이 만료되었음에도 불구하고 그를 완전 영입했다.

#### 제노아 (임대)
2023년 8월 11일, 메시아스는 새롭게 세리에 A로 승격한 제노아로 한 시즌 동안 임대되었으며, 특정 조건 충족 시 완전 이적 옵션이 발동된다.

## 사생활
브라질 태생인 메시아스는 2011년에 아내와 아들과 함께 이탈리아로 건너가 토리노에서 형과 함께 배달부로 일하며 여가 시간에 페루 지역 사회 아마추어 팀에서 축구를 했다.

## 수상 내역
밀란
- 세리에 A: 2021–22[19]